# Hydroporus rectus
Hydroporus rectus är en skalbaggsart som beskrevs av Henry Clinton Fall 1923. Hydroporus rectus ingår i släktet Hydroporus och familjen dykare. Inga underarter finns listade i Catalogue of Life.